# Incheon United Football Club
Incheon United FC (en coreano, 인천 유나이티드 FC) es un club de fútbol situado en Incheon (Corea del Sur). Desde 2025 Jugara en la K League 2, segunda máxima categoría del país.
Fue fundado a finales de 2003 como un club perteneciente a la comunidad, por lo que su presidente es el alcalde de Incheon, la tercera ciudad surcoreana más poblada. Comenzó a competir en el campeonato nacional en 2004. Aunque no ha ganado ningún título hasta la fecha, ha sido subcampeón de liga en 2005.
Desde 2012 juega en el Estadio de Fútbol de Incheon, con capacidad para más de 20.000 espectadores. Anteriormente lo hizo en el Estadio Munhak, una de las sedes de la Copa Mundial de Fútbol de 2002.

## Historia
El equipo se creó por iniciativa del ayuntamiento de Incheon, interesado en rentabilizar la construcción del Estadio Munhak de Incheon, sede de la Copa Mundial de Fútbol de 2002, tras la finalización del evento. Para su creación se tomó el modelo de pertenencia a la comunidad, con el apoyo de patrocinadores locales, que ya seguían otras ciudades como Daejeon. En junio de 2003 tuvo lugar la fundación oficial del Incheon Football Club, con el alemán Werner Lorant como entrenador, y en octubre del mismo año se inició la inscripción de socios. Tanto el nombre definitivo (Incheon United) como el escudo y la equipación se eligieron por votación popular.
Incheon United debutó en la temporada 2004 de la K League con una plantilla formada por jugadores de perfil alto, así como fichajes internacionales como el japonés Masakiyo Maezono, el montenegrino Dženan Radončić y el turco Alpay Özalan. Su primer partido oficial fue el 3 de abril contra Jeonbuk Hyundai Motors. Aunque en su primera vuelta finalizó en última posición, mejoró su rendimiento en la segunda al acabar cuarto. Las cosas fueron mucho mejor al curso siguiente, pues fue subcampeón de liga. Gracias a una actuación destacada de Radončić, Jasmin Agić y Radivoje Manić, acabó 2005 como campeón de la fase regular y a punto estuvo de llevarse el título, pero perdió en la final contra el Ulsan Hyundai. En los dos años siguientes fue semifinalista de copa y mantuvo el nivel competitivo con incorporaciones como Dejan Damjanović. El entrenador de aquella etapa fue Chang Woe-ryong.
Aunque en etapas posteriores no luchó por la K League, la ciudad procuró consolidar la estructura juvenil y la viabilidad de la entidad. La última vez que tuvo opciones reales fue en 2009, con una quinta posición en la fase regular y una eliminación en el primer partido por el título contra el Seongnam Ilhwa Chunma. En 2012 se trasladó el club al nuevo Estadio de Fútbol de Incheon.

## Escudo y uniforme
El escudo del Incheon United muestra un timón, un ancla y dos alas de colores dorados, sobre un fondo azul y negro a rayas verticales. En la parte superior aparecen las siglas "IUFC" y en la inferior el año de fundación (2003). El timón y el ancla reflejan la tradición marina de la ciudad, que experimentó un gran crecimiento a finales del siglo XIX con la construcción del puerto, el segundo más grande de Corea del Sur por detrás de Busán.
Los colores oficiales son el azul y el negro a rayas verticales, que figuran en la primera equipación. El diseño de la segunda ha variado a lo largo de los años, y actualmente es blanco y gris a rayas verticales. El fabricante de la ropa es Hummel y el patrocinio corre a cargo de la ciudad.
- Uniforme titular: Camiseta azul con rayas negras, pantalón negro, medias azules.
- Uniforme alternativo: Camiseta blanca con rayas grises, pantalón blanco, medias blancas.

## Estadio

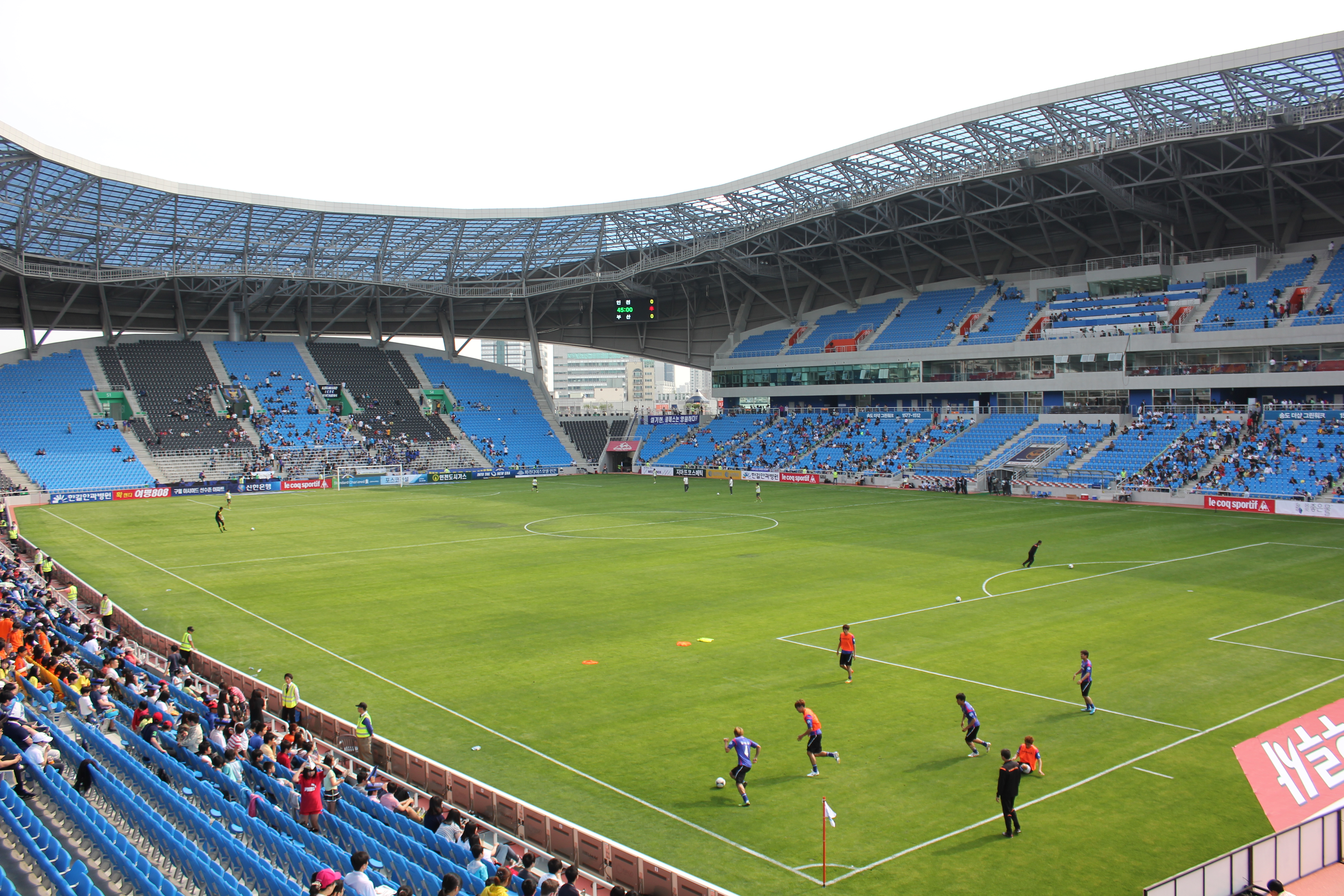
Interior del Estadio de Fútbol de Incheon.

El campo donde el Incheon United juega como local es el Estadio de Fútbol de Incheon, anteriormente conocido como Sungeui Arena Park, situado al oeste de la ciudad y diseñado por la firma estadounidense Rosetti Architects. Tiene césped natural y un aforo de 20.300 espectadores. Está diseñado específicamente para albergar partidos de fútbol, por lo que las gradas están cerca del terreno de juego. Dispone de un techo que cubre todos los laterales y la grada sur, mientras que el fondo norte queda descubierto, y su curvatura está inspirada en "la cultura portuaria de la localidad, con referencias al viento, las olas y los cruceros".
La asistencia media en la temporada 2013 fue de 7.077 espectadores, con asistencias superiores a los 15.000 en los encuentros más importantes.
El origen de su construcción está en la organización de los Juegos Asiáticos de 2014 en Incheon, por lo que el ayuntamiento aprobó la construcción de una nueva sede para el fútbol. Las obras comenzaron en mayo de 2008 y la inauguración oficial se produjo el 25 de febrero de 2012.
Desde 2004 hasta 2011, el campo del Incheon United fue el Estadio Munhak, de 52.200 localidades y construido con motivo de la Copa Mundial de Fútbol de 2002. A diferencia del actual, el terreno de juego está rodeado por una pista de atletismo. Durante el Mundial albergó tres partidos de la fase de grupos: Costa Rica-Turquía (1:1), Dinamarca-Francia (2:0) y Corea del Sur-Portugal (1:0). Años después fue la sede del Campeonato de Atletismo de Asia de 2005. A su lado está el Estadio Munhak de Béisbol, hogar del SK Wyverns de la liga profesional.

## Datos del club
- Temporadas en K League 1: 20

Debut: Temporada 2004
Peor posición: 13.º (2011)
Mejor posición: 2.º (2005)
Descensos: 1 (2024)